# Santa Maria (Rio Grande do Sul)
Santa Maria, amtlich portugiesisch Município de Santa Maria, voller Name Santa Maria da Boca do Monte, ist eine Gemeinde in Rio Grande do Sul in Brasilien.
Die Einwohnerzahl betrug im Jahr 2021 geschätzt 285.159 Personen, die auf einer Gemeindefläche von rund 1781,6 km² leben und Santa-Marienser (santa-marienses) genannt werden. Sie ist die fünftgrößte Stadt der 497 Munizips des Bundesstaates.
Santa Maria liegt ungefähr vier Busstunden (d. h. ca. 300 Kilometer) von Porto Alegre entfernt im geographischen Zentrum von Rio Grande do Sul. Als Heimat einer der größten öffentlichen Universitäten, der Universidade Federal de Santa Maria (Ufsm) mit mehr als 15.000 Studenten, und einem der größten Standorte des brasilianischen Heeres und der Luftwaffe ist Santa Maria sehr stark von jungen Menschen beeinflusst. Neben der UFSM gibt es dort noch die UNIFRA (Centro Universitário Franciscano) und einige andere Privatfakultäten.

## Geographie
Sie liegt bei 29°41'03 südlicher Breite und 53°48'25 westlicher Länge, bis ungefähr 151 Meter über dem Meeresspiegel. Angrenzende Gemeinden sind Itaara, Julio de Castilhos, São Martinho da Serra, São Gabriel, São Sepé, Silveira Martins, Restinga Sêca, Formigueiro, São Pedro do Sul und Dilermando de Aguiar.
Das Biom ist Mata Atlântica und Pampa, das Klima subtropisch Cfa.
Im Zentrum von Santa Maria befindet sich die Fossilfundstelle Arroio Cancela.

## Geschichte
In Santa Maria sind viele Deutsche eingewandert.
Im Januar 2013 ereignete sich in Santa Maria eine Brandkatastrophe im Nachtclub Kiss, der mehr als 230 Menschen, insbesondere Studenten, zum Opfer fielen.

## Verwaltungsgliederung
Der Munizip ist in neun Distrikte geteilt.

## Verkehr
Östlich der Stadt liegt der Flughafen Santa Maria.

## Bistum Santa Maria
Die Stadt ist Sitz des römisch-katholischen Erzbistums Santa Maria. Es wird seit 2004 geleitet von Erzbischof Hélio Adelar Rubert. Die Bistumswallfahrt führt zur Wallfahrtsbasilika Unsere Liebe Frau Mittlerin aller Gnaden.

## Sport
Santa Maria war Austragungsort der Handball-Panamerikameisterschaft der Männer 1994. Gespielt wurde im Centro Deportivo Municipal de Santa Maria.

## Söhne und Töchter der Stadt
- Aarão Steinbruch (1917–1992), Politiker
- Dary Reis (1926–2010), Schauspieler
- Otacílio Gonçalves (* 1940), Fußballtrainer
- Nei Cruz Portela (* 1962), Handballtrainer und ehemaliger Handballnationalspieler Brasiliens
- Luciana Genro (* 1971), Politikerin
- Idner Faustino Lima Martins (* 1978), Volleyballspieler
- Anderson Daronco (* 1981), Fußballschiedsrichter